# Georginio Rutter
Georginio Rutter (Plescop, 20 april 2002) is een Frans voetballer die bij voorkeur als aanvaller speelt. Hij tekende in januari 2023 voor Leeds United.

## Clubcarrière
Rutter debuteerde op 26 september 2020 voor Stade Rennais in de Ligue 1 tegen Saint-Étienne. Op 8 december 2020 scoorde hij in de UEFA Champions League tegen Sevilla. Op 1 februari 2021 tekende Rutter een contract tot medio 2025 bij Hoffenheim, dat een half miljoen euro betaalde voor de aanvaller.